# سينويا
سينويا (بالإنجليزية: Senoia, Georgia)‏ هي مدينة تقع في مقاطعة كوويتا، جورجيا بولاية جورجيا في الولايات المتحدة. تبلغ مساحة هذه المدينة 12.2 (كم²)، وترتفع عن سطح البحر 271 م، بلغ عدد سكانها 3307 نسمة في عام 2010 حسب إحصاء مكتب تعداد الولايات المتحدة.

## وصلات خارجية
- Official Website of Senoia Georgia
- Cities & Counties - Georgia.gov